# Charles Pierre
Charles Pierre (Alejandría, 10 de enero de 1865 - Ségry, 5 de noviembre de 1941) fue un explorador francés.

## Biografía
En 1898 y 1899, Pierre participó en la expedición comercial que Albert Bonnel de Mézières realizó en el curso alto del río Ubangui, en África Central. Visitó los sultanatos de Bangassou, Rafaï y Zémio, en el valle del Bomu, y luego remontó el río Kotto hasta Ndélé (hoy prefectura de Bamingui-Bangoran, en la República Centroafricana). 
En 1903, fundó la factoría de Bakari en Mbomou (sureste de la República Centroafricana) para comerciar con marfil y caucho. En enero de 1904 comenzó un viaje por las marismas de la región sudanesa de Bahr el Ghazal, pasó por la ciudad de Wau y llegó al curso alto del Nilo en Fachoda. Posteriormente viajaría hasta Jartum, la capital sudanesa, habiendo realizado un recorrido de unos seis mil seiscientos kilómetros.
Entre 1904 y 1912 fue representante en la ciudad centroafricana de Bangassou de la Compagnie Commerciale des Sultanats.
Publicó varios artículos describiendo sus viajes; en 1902 publicó Voyage dans le haut Oubangui y en 1904 otro titulado De Brazzaville au Caire par l'Oubangi et le Bahr-el-Ghazal.